# Didymocentrus
Genre
Didymocentrus est un genre de scorpions de la famille des Diplocentridae.

## Distribution
Les espèces de ce genre se rencontrent aux Antilles et en Amérique centrale.

## Liste des espèces
Selon The Scorpion Files (25/07/2020) :
- Didymocentrus armasi Teruel & Rodriguez, 2008
- Didymocentrus hasethi (Kraepelin, 1896)
- Didymocentrus hummelincki Francke, 1978
- Didymocentrus jaumei Armas, 1976
- Didymocentrus krausi Francke, 1978
- Didymocentrus lesueurii (Gervais, 1844)
- Didymocentrus martinicae Teruel & Questel, 2020
- Didymocentrus minor Francke, 1978
- Didymocentrus nitidus (Hirst, 1907)
- Didymocentrus sanfelipensis Armas, 1976
- Didymocentrus trinitarius (Franganillo, 1930)
- Didymocentrus waeringi Francke, 1978

## Publication originale
- Kraepelin, 1905 : Die Geographische Verbreitung der Scorpione. Zoologische Jahrbücher, Abteilung für Systematik, Geographie und Biologie der Tiere, vol. 22, no 3, p. 321–364 (texte intégral).